# ایکینجی بهارلی
ایکینجی آق‌دام (به لاتین: inckinci Baharlı) یک منطقه مسکونی در جمهوری آذربایجان است که در شهرستان آق‌دام واقع شده است.